# Joan Verdú Sánchez
Joan Verdú Sánchez (ur. 23 maja 1995 w Andorze) – andorski narciarz alpejski, brązowy medalista igrzysk olimpijskich młodzieży (2012), dwukrotny olimpijczyk (2014, 2018), mistrz Francji i dwukrotny mistrz Andory w narciarstwie alpejskim.

## Przebieg kariery
Narciarstwo alpejskie zaczął uprawiać w 1998 roku, w wieku trzech lat. W zawodach organizowanych przez Międzynarodową Federację Narciarską zadebiutował 10 grudnia 2010 roku w Geilo, zajmując 60. miejsce w slalomie gigancie. Dzień później nie ukończył drugiego przejazdu w slalomie, a kolejnego dnia był 48. w tej konkurencji. Na przełomie marca i kwietnia 2011 odbyły się mistrzostwa Francji. Najwyższe miejsce zajął w supergigancie, gdzie był trzynasty. Podczas mistrzostw Andory uplasował się na 16. miejscu w slalomie i 6. w slalomie gigancie.
1 grudnia sklasyfikowany został na 6. miejscu w slalomie na juniorskich zawodach w norweskim Geilo. 8 stycznia 2012 stanął na najniższym stopniu podium w slalomie gigancie we włoskim Sestriere.
Joan Verdú Sánchez znalazł się w reprezentacji Andory na Zimowe Igrzyska Olimpijskie Młodzieży 2012 w Innsbrucku. 14 stycznia odbyła się pierwsza konkurencja, w której wziął udział, supergigant chłopców. Osiągnął czas 1:04,65, który zapewnił mu brązowy medal. Następnie nie ukończył slalomu zaliczanego do superkombinacji i pierwszego przejazdu w slalomie gigancie. W slalomie zaś był ósmy z czasem 1:21,33.
W styczniu 2012 roku został brązowym medalistą mistrzostw Francji w narciarstwie alpejskim.
W lutym 2013 roku zajął 39. miejsce w slalomie gigancie podczas mistrzostw świata w Schladming.
W 2014 roku po raz pierwszy w karierze wystąpił na zimowych igrzyskach olimpijskich. Podczas igrzysk w Soczi zaprezentował się w slalomie gigancie, jednak nie ukończył pierwszego przejazdu i nie został sklasyfikowany.
W marcu 2015 roku w Soldeu został mistrzem Andory w slalomie gigancie. W marcu 2016 roku w tej samej miejscowości został mistrzem Andory w zjeździe, a także mistrzem Francji w supergigancie w Tignes.
Na przełomie lutego i marca 2016 roku wziął udział w mistrzostwach świata juniorów w Soczi. Zajął 11. miejsce w zjeździe, 21. w supergigancie, nie ukończył natomiast superkombinacji, slalomu i slalomu giganta.
W lutym 2017 roku wystąpił na mistrzostwach świata w Sankt Moritz. W superkombinacji zajął 27. miejsce, w zjeździe był 33., nie ukończył supergiganta i nie wystartował w slalomie i drugim przejeździe w slalomie gigancie.
W lutym 2018 roku po raz drugi w karierze wystąpił na igrzyskach olimpijskich. Na igrzyskach w Pjongczangu jego najlepszym wynikiem było 27. miejsce w superkombinacji. Miejsce o jedno niższe zajął w supergigancie, a ponadto był 37. w zjeździe i nie ukończył slalomu giganta.

## Życie prywatne
Joan Verdú Sánchez posługuje się językiem francuskim, hiszpańskim i katalońskim. Jego idolem sportowym jest Hermann Maier, uprawia tenis i gra na PlayStation 3. Jego ulubionym zespołem jest LMFAO, a filmem American Pie.

## Osiągnięcia

### Igrzyska olimpijskie
| Igrzyska         | Data            | Konkurencja    | Przejazd 1 | Przejazd 1 | Przejazd 2 | Przejazd 2 | Czas łączny | Miejsce |
| Igrzyska         | Data            | Konkurencja    | Czas       | Miejsce    | Czas       | Miejsce    | Czas łączny | Miejsce |
| ---------------- | --------------- | -------------- | ---------- | ---------- | ---------- | ---------- | ----------- | ------- |
| 2014, Soczi      | slalom gigant   | 19 lutego 2014 | DNF        | DNF        | DNF        | DNF        | DNF         | DNF1    |
| 2018, Pjongczang | zjazd           | 11 lutego 2018 | —          | —          | —          | —          | 1:44,65     | 37.     |
| 2018, Pjongczang | superkombinacja | 13 lutego 2018 | 1:23,01    | 50.        | 49,53      | 21.        | 2:12,54     | 27.     |
| 2018, Pjongczang | supergigant     | 15 lutego 2018 | —          | —          | —          | —          | 1:26,86     | 28.     |
| 2018, Pjongczang | slalom gigant   | 18 lutego 2018 | 1:12,06    | 33.        | DNF        | DNF        | DNF         | DNF2    |

### Mistrzostwa świata
| Mistrzostwa        | Data           | Konkurencja     | Przejazd 1 | Przejazd 1 | Przejazd 2 | Przejazd 2 | Czas łączny | Miejsce |
| Mistrzostwa        | Data           | Konkurencja     | Czas       | Miejsce    | Czas       | Miejsce    | Czas łączny | Miejsce |
| ------------------ | -------------- | --------------- | ---------- | ---------- | ---------- | ---------- | ----------- | ------- |
| 2013, Schladming   | 15 lutego 2013 | slalom gigant   | 1:21,06    | 42.        | 1:20,27    | 39.        | 2:41,33     | 39.     |
| 2017, Sankt Moritz | 8 lutego 2017  | supergigant     | —          | —          | —          | —          | DNF         | DNF     |
| 2017, Sankt Moritz | 12 lutego 2017 | zjazd           | —          | —          | —          | —          | 1:41,54     | 33.     |
| 2017, Sankt Moritz | 13 lutego 2017 | superkombinacja | 1:41,47    | 25.        | 48,25      | 23.        | 2:29,72     | 27.     |
| 2017, Sankt Moritz | 17 lutego 2017 | slalom gigant   | 1:09,35    | 35.        | DNS        | DNS        | DNS         | DNS2    |
| 2017, Sankt Moritz | 19 lutego 2017 | slalom          | DNS        | DNS        | DNS        | DNS        | DNS         | DNS1    |

### Igrzyska olimpijskie młodzieży
| Igrzyska        | Data             | Konkurencja     | Przejazd 1 | Przejazd 1 | Przejazd 2 | Przejazd 2 | Czas łączny | Miejsce |
| Igrzyska        | Data             | Konkurencja     | Czas       | Miejsce    | Czas       | Miejsce    | Czas łączny | Miejsce |
| --------------- | ---------------- | --------------- | ---------- | ---------- | ---------- | ---------- | ----------- | ------- |
| 2012, Innsbruck | 14 stycznia 2012 | supergigant     | —          | —          | —          | —          | 1:04,65     | 3.      |
| 2012, Innsbruck | 15 stycznia 2012 | superkombinacja | 1:04,58    | 10.        | DNF        | DNF        | DNF         | DNF2    |
| 2012, Innsbruck | 19 stycznia 2012 | slalom gigant   | DNF        | DNF        | DNS        | DNS        | DNF         | DNF1    |
| 2012, Innsbruck | 21 stycznia 2012 | slalom          | 41,27      | 11.        | 40,06      | 4.         | 1:21,33     | 8.      |

### Medale mistrzostw krajowych
- Mistrzostwa Andory
  - 2015 – 1. miejsce (slalom gigant, Soldeu)
  - 2016 – 1. miejsce (zjazd, Soldeu)
- Mistrzostwa Francji
  - 2012 – 3. miejsce
  - 2016 – 1. miejsce (supergigant, Tignes)

### Puchar Świata

#### Miejsca w klasyfikacji generalnej
- sezon 2021/2022: 126.
- sezon 2022/2023: 68.
- sezon 2023/2024: 39.

#### Miejsca na podium w zawodach
1. Val d’Isère – 9 grudnia 2023 (gigant) – 3. miejsce
2. Saalbach-Hinterglemm – 16 marca 2024 (gigant) – 2. miejsce